# 웰페어뉴스
웰페어뉴스는 대한민국의 복지 전문 신문이다.